# Beatrix Loughran
Pour les articles homonymes, voir Loughran.
Beatrix S. Loughran, née le 30 juin 1900 à Mount Vernon, et morte le 7 décembre 1975 à Long Beach, est une patineuse artistique américaine, concourant en individuel et en couple. Elle est la seule Américaine à avoir remporté trois médailles olympiques en patinage artistique (en 1924, 1928 et 1932). Elle a décroché six titres de championne des États-Unis (en 1925, 1926 et 1927 en individuel, en 1930, 1931 et 1932 en couple, avec Sherwin Badger).

## Biographie

### Hommage
Beatrix Loughran est intronisée au Temple de la renommée du patinage artistique américain en 1977.

## Palmarès

### En individuel
| Compétition                     | 1922 | 1923 | 1924 | 1925 | 1926 | 1927 | 1928 |  |  |  |  |  |  |  |
| Jeux olympiques d'hiver         |      |      | 2e   |      |      |      | 3e   |  |  |  |  |  |  |  |
| Championnats du monde           |      |      | 3e   |      |      |      |      |  |  |  |  |  |  |  |
| Championnats d’Amérique du Nord |      | 2e   |      | 1re  |      | 1re  |      |  |  |  |  |  |  |  |
| Championnats des États-Unis     | 2e   | 2e   |      | 1re  | 1re  | 1re  |      |  |  |  |  |  |  |  |
|                                 |      |      |      |      |      |      |      |  |  |  |  |  |  |  |

### En couple artistique
Avec son partenaire Sherwin Badger
| Compétition                     | 1927 | 1928 | 1929 | 1930 | 1931 | 1932 |
| Jeux olympiques d'hiver         |      | 4e   |      |      |      | 2e   |
| Championnats du monde           |      | 5e   |      | 3e   |      | 3e   |
| Championnats d'Amérique du Nord | 4e   |      |      |      | 3e   |      |
| Championnats des États-Unis     |      |      |      | 1re  | 1re  | 1re  |